# Ярилувка
Ярилувка (пол. Jaryłówka) — село в Польщі, у гміні Ґрудек Білостоцького повіту Підляського воєводства.
Населення — 11 осіб (2011).
У 1975-1998 роках село належало до Білостоцького воєводства.

## Демографія
Демографічна структура станом на 31 березня 2011 року:
|          | Загалом | Допрацездатний вік | Працездатний вік | Постпрацездатний вік |
| -------- | ------- | ------------------ | ---------------- | -------------------- |
| Чоловіки | 5       | 0                  | 1                | 4                    |
| Жінки    | 6       | 0                  | 0                | 6                    |
| Разом    | 11      | 0                  | 1                | 10                   |